# 1860er
Portal Geschichte | Portal Biografien | Aktuelle Ereignisse | Jahreskalender | Tagesartikel

◄ |
18. Jh. |
19. Jahrhundert
| 20. Jh. | ►

◄ |
1830er |
1840er |
1850er |
1860er
| 1870er | 1880er | 1890er | ►

1860 |
1861 |
1862 |
1863 |
1864 |
1865 |
1866 |
1867 |
1868 |
1869

## Ereignisse

### Politik und Weltgeschehen

Europa im Jahr 1861

Europa im Jahr 1867

- 1860 bis 1861: Nach dem Zug der Tausend unter Giuseppe Garibaldi im Risorgimento Gründung des Königreichs Italien.
- 1861: Die Vereinigten Staaten haben über 31 Millionen Einwohner.[1]
- 1861 bis 1865: Sezessionskrieg zwischen den konföderierten Südstaaten und der Union, den Nordstaaten.
- 1861 bis 1867: Französische Intervention in Mexiko, Ausrufung des zweiten Kaiserreichs von Mexiko.
- 1862: Ernennung Otto von Bismarcks zum preußischen Ministerpräsidenten
- 1863: Gründung des Allgemeinen Deutschen Arbeitervereins (ADAV) unter Führung von Ferdinand Lassalle, der sich 1875 mit der von Wilhelm Liebknecht und August Bebel gegründeten Sozialdemokratischen Arbeiterpartei (SDAP) zur Sozialdemokratischen Partei Deutschlands (SPD, Bezeichnung so erst 1890) vereinigte.
- 1864: Das Streikverbot für Arbeiter wird in Frankreich aufgehoben.
- 1864: Deutsch-Dänischer Krieg.
- 1864 bis 1870: Tripel-Allianz-Krieg (Argentinien, Brasilien und Uruguay gegen Paraguay).
- 1866: Deutscher Krieg zwischen Österreich und Preußen.
- 1866: Gründung des Norddeutschen Bundes, Vorgänger des Deutschen Reiches.
- 1867: Österreichisch-Ungarischer Ausgleich.

### Wirtschaft
- 1862–1865: Die deutsche Teerfarbenindustrie gründet sich an vielen Orten des Deutschen Reichs. Brillante Farben stehen für Verbrauchsgüter zur Verfügung.
- 1869: Eröffnung des Suezkanals, der den Seeweg von Europa nach Indien/Asien so verkürzt, dass man nicht mehr um das Kap der guten Hoffnung fahren muss.

### Wissenschaft und Technik
- Alfred Nobel stellt Dynamit in Deutschland her.
- James Clerk Maxwell publiziert die Gleichungen zum Verhältnis von Elektrizität und Magnetismus und zeigt, dass Licht eine Form von elektromagnetischer Strahlung ist.
- Gregor Mendel formuliert die Mendelsche Regeln, die Basis der Genetik.
- Dmitri Iwanowitsch Mendelejew entwickelt das Periodensystem (unabhängig von Lothar von Meyer).
- Siemens erfindet die Dynamomaschine.

### Kultur
- Lew Nikolajewitsch Tolstoi: Krieg und Frieden.
- Lewis Carroll: Alice im Wunderland.
- Karl Marx: Das Kapital (1867).
- 1861: Charles Dickens: Große Erwartungen.
- Fjodor Dostojewski: Schuld und Sühne und Der Spieler.

## Persönlichkeiten
- Franz Joseph I., Kaiser in Österreich-Ungarn
- Wilhelm I., König von Preußen
- Otto von Bismarck, preußischer Ministerpräsident
- Viktor Emanuel II., König in Italien
- Isabella II., Königin in Spanien
- Napoleon III., Kaiser in Frankreich
- Pius IX., Papst
- Alexander II., Zar in Russland
- Victoria, Königin des Vereinigten Königreiches von Großbritannien und Irland
- Benjamin Disraeli, Premierminister des Vereinigten Königreiches von Großbritannien und Irland
- William Ewart Gladstone, Premierminister des Vereinigten Königreiches von Großbritannien und Irland
- Andrew Johnson, Präsident der Vereinigten Staaten
- Abraham Lincoln, Präsident der Vereinigten Staaten
- Ulysses S. Grant, amerikanischer General
- Nāser ad-Din Schah, Schah in Persien
- Kōmei, Kaiser von Japan
- Cixi, Kaiserinwitwe von China

## Film- und Unterhaltungsbezug
Zahlreiche Filme, Romane und auch Computerspiele haben den Sezessionskrieg (1861–1865) zum Thema. Zu den berühmtesten Filmen zählen:
- Vom Winde verweht (von 1939)
- Glory (u. a. mit Morgan Freeman)
- Gettysburg (Monumentalfilm mit Martin Sheen als General Lee)
- Fackeln im Sturm (Serie)